# Дег-е Ґольшан
Дег-е Ґольшан (перс. ده گلشن) — село в Ірані, у дегестані Гендудур, у бахші Сарбанд, шагрестані Шазанд остану Марказі. За даними перепису 2006 року, його населення становило 184 особи, що проживали у складі 40 сімей.

## Клімат
Середня річна температура становить 11,09 °C, середня максимальна – 30,65 °C, а середня мінімальна – -11,99 °C. Середня річна кількість опадів – 287 мм.
| Клімат поселення                              | Клімат поселення | Клімат поселення | Клімат поселення | Клімат поселення | Клімат поселення | Клімат поселення | Клімат поселення | Клімат поселення | Клімат поселення | Клімат поселення | Клімат поселення | Клімат поселення | Клімат поселення |
| Показник                                      | Січ.             | Лют.             | Бер.             | Квіт.            | Трав.            | Черв.            | Лип.             | Серп.            | Вер.             | Жовт.            | Лист.            | Груд.            |                  |
| Середній максимум, °C                         | 5,35             | 7,52             | 12,08            | 18,54            | 23,70            | 28,78            | 30,56            | 30,65            | 25,67            | 19,40            | 12,28            | 6,76             |                  |
| Середня температура, °C                       | −3,33            | −1,16            | 3,41             | 9,88             | 15,03            | 20,12            | 24,51            | 24,62            | 19,63            | 13,36            | 6,24             | 0,72             |                  |
| Середній мінімум, °C                          | −11,99           | −9,82            | −5,26            | 1,21             | 6,35             | 11,45            | 18,48            | 18,56            | 13,59            | 7,32             | 0,20             | −5,31            |                  |
| Норма опадів, мм                              | 45               | 41               | 53               | 37               | 30               | 5                | 1                | 1                | 0                | 6                | 27               | 41               |                  |
| Середньомісячна швидкість вітру, м/с          | 1.34             | 2.43             | 2.75             | 2.87             | 2.52             | 2.39             | 2.36             | 2.17             | 2.16             | 1.86             | 1.80             | 1.31             |                  |
| Середньомісячна сонячна радіація, кДж/м²·день | 9544             | 12637            | 15303            | 18506            | 22540            | 27039            | 25956            | 24350            | 21521            | 16162            | 11318            | 9255             |                  |
| --------------------------------------------- | ---------------- | ---------------- | ---------------- | ---------------- | ---------------- | ---------------- | ---------------- | ---------------- | ---------------- | ---------------- | ---------------- | ---------------- | ---------------- |
| Джерело:                                      |                  |                  |                  |                  |                  |                  |                  |                  |                  |                  |                  |                  |                  |